# Nikodem Milewski
Nikodem Milewski ist ein österreichischer Tontechniker und Musikproduzent.

## Karriere
Milewski betreibt ein Tonstudio in Wien unter dem Namen MbNM (Mixed by Nikodem Milewski). Er arbeitet als Mixing/Mastering Engineer, Musikproduzent und Komponist mit verschiedenen Musikern zusammen, wobei er in der Vergangenheit auch unter dem Pseudonym „Dyzma“ agierte. Unter anderem brachte er 2011 mit Philipp Scheiblbrandner als „Scheibsta & Dyzma“ die Hip-Hop-EP PeoplEP bei Duzz Down San Records heraus. 2014 wirkte er an dem Album Netzwerk von Klangkarussell mit. Er produzierte die Single Celebrate, welche sich in den österreichischen Charts platzieren konnte, und war an den Songs Symmetry und Moments als Produzent und Songwriter beteiligt. 2015 gewann er für seine Mitarbeit an Netzwerk den Amadeus Austrian Music Award in der Kategorie „Best Engineered Album“.
Im Zuge des Eurovision Song Contest 2018 war er musikalischer Mentor für Mikolas Josef, den Sänger des tschechischen Beitrages. Er war auch für Mix, Mastering und dem Programming von dessen Titel Lie to me verantwortlich.

## Diskografie
| Jahr    | Song Titel | Künstler                                 | Album Titel                                | Funktionen                                      |
| ------- | --- | ---------------------------------------- | ------------------------------------------ | ----------------------------------------------- |
| 2024    | The Code | Nemo                                     |                                            | Programmer, Mixer, Mastering Engineer           |
| 2024    | Simple Life | Leony                                    |                                            | Programmer, Mixer, Mastering Engineer           |
| 2024    | All We Got | Ray Dalton                               |                                            | Mixer, Mastering Engineer                       |
| 2024    | The Weekend | Tokio Hotel                              |                                            | Mixer, Mastering Engineer                       |
| 2024    | | Philipp Dittberner                       | Alles ist ein Augenblick                   | Mixer, Mastering Engineer                       |
| 2024    | Ein Halbes Leben | Christina Stürmer                        |                                            | Mixer, Mastering Engineer                       |
| 2023    | - Home - Used To Love You - Cold - Long time coming - Can't fight this feeling - Parents - Reckless Eyes - Power in letting go - Bad 4 me | Emma Steinbakken                         | Home                                       | Mixer, Mastering Engineer                       |
| 2023    | | Nielson                                  | Niels                                      | Mixer, Mastering Engineer                       |
| 2023    | | Bibiza                                   | Wiener Schickeria                          | Mixer, Mastering Engineer                       |
| 2023    | - Bittersüsses Leben - Berlin Nightlife | Alli Neumann                             | Primetime                                  | Mixer, Mastering Engineer                       |
| 2023    | | Julian Le Play                           | TABACCO                                    | Mixer, Mastering Engineer                       |
| 2023    | Runaway | Elevator Boys                            |                                            | Mixer, Mastering Engineer                       |
| 2022    | Remedy | Leony                                    |                                            | Mixer, Mastering Engineer                       |
| 2022    | - Intro - Glitch In The Simulation - Interlude - Sometimes you know | Gryffin                                  | Alive                                      | Mixer                                           |
| 2022    | - Beautiful World feat. Milky Chance | The Kooks                                | Beautiful World - Echo in the Dark, Pt. II | Mixer                                           |
| 2022    | Summer Really Hurt Us | Alma (finnische Sängerin)                |                                            | Mixer                                           |
| 2022    | Until The Sun Comes Up | Milow, Skip Marley                       |                                            | Mixer                                           |
| 2022    | - I'M ALRIGHT - Ibrahimović - Candlelight & Hardcore | Sportfreunde Stiller                     | Jeder nur ein X                            | Mixer, Mastering Engineer                       |
| 2022    | - Blindside - Shiny Things Things - Breathe In, Breathe Out | Alice Merton                             | S.I.D.E.S.                                 | Mixer, Mastering Engineer                       |
| 2021    | | Clueso                                   | ALBUM                                      | Programmer, Mixer, Mastering Engineer           |
| 2021    | | Felix Jaehn                              | BREATHE                                    | Programmer, Mixer, Mastering Engineer           |
| 2021    | Home | Klangkarussell                           |                                            | Songwriter, Producer, Mixer, Mastering Engineer |
| 2021    | Here Comes the Night | Tokio Hotel                              |                                            | Mixer, Mastering Engineer                       |
| 2021    | - Jetzt oder nie | Helene Fischer                           | Rausch (Deluxe)                            | Mixer                                           |
| 2021    | Dynamite | Ilira, VIZE                              |                                            | Mixer, Mastering Engineer                       |
| 2021    | Ghost | Zoe Wees                                 |                                            | Programmer, Mixer, Mastering Engineer           |
| 2021    | Faded Love | Leony                                    |                                            | Programmer, Mixer, Mastering Engineer           |
| 2021    | Where the Lights Are Low | Felix Jaehn, Toby Romeo, FAULHABER       |                                            | Programmer, Mixer, Mastering Engineer           |
| 2021    | Plastic | Klangkarussell                           |                                            | Programmer, Mixer, Mastering Engineer           |
| 2020    | Bye Bye | Sarah Connor                             |                                            | Programmer, Mixer, Mastering Engineer           |
| 2020    | I Just Wanna (feat. Bow Anderson) | Felix Jaehn, Cheat Codes                 |                                            | Programmer, Mixer, Mastering Engineer           |
| 2020    | First Day Of My Life | Milow                                    |                                            | Programmer, Mixer, Mastering Engineer           |
| 2020    | 'Til I Found You | Jeremy Loops                             |                                            | Mixer, Mastering Engineer                       |
| 2020    | Tanzen | Clueso                                   |                                            | Programmer, Mixer, Mastering Engineer           |
| 2020    | No Therapy | Felix Jaehn feat. Nea & Bryn Christopher |                                            | Programmer, Mixer, Mastering Engineer           |
| 2020    | Flugmodus | Clueso                                   |                                            | Mixer, Mastering Engineer                       |
| 2020    | Never Let Me Down | VIZE & Tom Gregory                       |                                            | Programmer, Mixer, Mastering Engineer           |
| 2020    | Some Say (Felix Jaehn Remix) | Nea                                      |                                            | Programmer, Mixer, Mastering Engineer           |
| 2020    | - Wenn alles brennt - Team - Millionär - No More Drama - Leuchtturm - Für immer Jung - Das sind die Nächte - Du & Ich | Julian Le Play                           | Tandem                                     | Mixer, Mastering Engineer                       |
| 2020    | Sicko | Felix Jaehn, Gashi, Faangs               |                                            | Programmer, Mixer, Mastering Engineer           |
| 2020    | Shipwreck | Klangkarussell                           |                                            | Programmer, Mixer, Mastering Engineer           |
| 2020    | Oxygen | Robin Schulz & Winona Oak                |                                            | Mixer, Mastering Engineer                       |
| 2020    | | Mathea                                   | M                                          | Programmer, Mixer, Mastering Engineer           |
| 2020    | Ghostkeeper | Klangkarussell & GIVVEN                  |                                            | Programmer, Mixer, Mastering Engineer           |
| 2020    | Thank You [Not So Bad] | Felix Jaehn & VIZE                       |                                            | Programmer, Mixer, Mastering Engineer           |
| 2019    | Coming Down | Gashi, Kiddo                             |                                            | Mixer, Mastering Engineer                       |
| 2019    | Abu Dhabi | Mikolas Josef                            |                                            | Co-Producer, Mixer, Mastering Engineer          |
| 2019    | Crazy to Love You | Decco, Alex Clare                        |                                            | Mixer, Mastering Engineer                       |
| 2019    | All the Lies | Felix Jaehn, The Vamps, Alok             |                                            | Mastering Engineer                              |
| 2019    | You’re Somebody Else (Nikodem Milewski Remix) | Flora Cash                               |                                            | Producer, Mixer, Mastering Engineer             |
| 2019    | | 5K HD                                    | High Performer                             | Mastering Engineer                              |
| 2019    | Come to Me | Zala Kralj & Gašper Šantl                |                                            | Producer, Mixer, Mastering Engineer             |
| 2019    | Cuba (Tiene Sabor) feat. Omara Portuondo | BUNT.                                    |                                            | Mixer, Mastering Engineer                       |
| 2019    | Love on Myself | Felix Jaehn feat. Calum Scott            |                                            | Mixer, Mastering Engineer                       |
| 2019    | Dynamite | Ferdinand (Left Boy)                     |                                            | Mixer, Mastering Engineer                       |
| 2019    | Never Alone feat. VCATION | Felix Jaehn, Mesto                       |                                            | Mixer, Mastering Engineer                       |
| 2019    | Colorado | Mikolas Josef                            |                                            | Mixer, Mastering Engineer                       |
| 2019    | Close Your Eyes | Felix Jaehn & Vize feat. Miss Li         |                                            | Co-Mixer, Mastering Engineer                    |
| 2019    | - Intro - All you need to know feat. Calle Lehmann - If I Left The World feat. MARINA, Model Child - Out of my mind feat. ZOHARA - Just For A Moment feat. Iselin - You Remind Me feat. Stanaj                                                       | Gryffin                                  | Gravity                                    | Mixer                                           |
| 2018    | Cool (feat. Marc E. Bassy, Gucci Mane) | Felix Jaehn                              | I                                          | Mastering Engineer                              |
| 2018    | LOV (feat. Sondr) | Felix Jaehn                              | I                                          | Co-Producer, Mixer, Mastering Engineer          |
| 2018    | Jennie (feat. R City, Bori) | Felix Jaehn                              | I                                          | Co-Producer, Mixer, Mastering Engineer          |
| 2018    | Lie To Me | Mikolas Josef                            |                                            | Programmer, Mixer, Mastering Engineer           |
| 2018    | - Honolulu, Forever Young (feat. Alexandra Lethi) - On a Body like You - Figure You Out - Last Summer - Ain’t Nobody (Loves Me Better) (feat. Jasmine Thompson) - Book of Love (feat. Polina) - I Do - Eagle Eyes (feat. Lost Frequencies & Linying) | Felix Jaehn                              | I                                          | Programmer, Mixer, Mastering Engineer           |
| 2017    | Hot2Touch | Felix Jaehn                              | I                                          | Mastering Engineer                              |
| 2017    | Love in Ruins | Gryffin                                  |                                            | Mixer, Mastering Engineer                       |
| 2017    | Feel Good | Felix Jaehn, Mike Williams               | I                                          | Mastering Engineer                              |
| 2017    | Little Hollywood | Alle Farben, Janieck                     |                                            | Mixer, Mastering Engineer                       |
| 2016    | | Möwe                                     | Back in the Summer                         | Producer, Mixer, Mastering Engineer             |
| 2016    | Book of Love | Felix Jaehn, Polina                      |                                            | Programmer, Mixer, Mastering Engineer           |
| 2016    | Heading Home | Gryffin, Josef Salvat                    |                                            | Mixer, Mastering Engineer                       |
| 2015    | | The Makemakes                            | The Makemakes                              | Mastering Engineer                              |
| 2015    | Almost Home (Möwe Remix) | Moby                                     |                                            | Co-Producer, Mixer, Mastering Engineer          |
| 2015    | The Nights (Felix Jaehn Remix) | Avicii                                   |                                            | Mixer, Mastering Engineer                       |
| 2015    | | Sam Smith                                | The Lost Tapes (Remixed)                   | Mastering Engineer                              |
| 2015    | Felix Jaehn feat. Jasmine Thompson | Ain’t Nobody (Loves Me Better)           |                                            | Mixer, Mastering Engineer                       |
| 2015    | Crack Ignaz | Kirsch                                   |                                            | Mixer, Mastering Engineer                       |
| 2015    | Stimme | Eff                                      |                                            | Programmer, Mixer, Mastering Engineer           |
| 2015    | Anna Naklab feat. Alle Farben & Younotus | Supergirl                                |                                            | Mixer, Mastering Engineer                       |
| 2015    | | Gerard                                   | Neue Welt                                  | Mastering Engineer                              |
| 2014    | - Scheinizzl - Summer Nights (feat. David Lageder) | Robin Schulz                             | Prayer                                     | Mixer, Mastering Engineer                       |
| 2014    | No Rest for the Wicked (KlangkarussellRemix) | Lykke Li                                 |                                            | Co-Producer, Mixer, Mastering Engineer          |
| 2014    | - Moments - Symmetry | Klangkarussell                           | Netzwerk                                   | Co-Producer, Writer                             |
| 2014    | - Celebrate | Klangkarussell                           | Netzwerk                                   | Co-Producer                                     |
| Quelle: | |                                          |                                            |                                                 |

## Auszeichnungen
- Amadeus-Verleihung 2015 – Tonstudiopreis Best Sound für Netzwerk von Klangkarussell[7]
- Amadeus-Verleihung 2020 – Tonstudiopreis Best Sound für High Performer von 5K HD (Recording & Produktion: Maximilian Walch, Manuel Mayr)[8]
- Amadeus-Verleihung 2021 – Tonstudiopreis Best Sound für Tandem von Julian le Play (Mixing & Mastering)[9]
- Amadeus-Verleihung 2024 – Tonstudiopreis Best Sound für Wiener Schickeria von Bibiza (Mixing & Mastering)[10]